# Богданович (станция)
Богдано́вич — узловая железнодорожная станция Екатеринбургского региона Свердловской железной дороги, расположена в одноимённом городе Свердловской области.

## История
Первоначально станция носила название Оверино, в 1885 году была названа в честь Е. В. Богдановича, по инициативе которого велось строительство железной дороги Екатеринбург — Тюмень, присоединённая в дальнейшем к Уральской железной дороге. Открытие станции положило начало городу Богдановичу.

## Инфраструктура
Входит в Екатеринбургский центр организации работы железнодорожных станций ДЦС-2 Свердловской дирекции управления движением. Расположена на 1800 км главного хода Транссиба на пересечении направлений на Екатеринбург, Тюмень, Каменск-Уральский, Егоршино.
Линии во всех направлениях электрифицированы постоянным током 3 кВ.
Имеются три низкие пассажирские платформы: одна боковая у 1-го пути станции и здания вокзала, одна островная между 1-м и 2-м путями, ещё одна островная между 4-м и 5-м путями, посадка/высадка пассажиров на этой платформе осуществляется только на 4-м пути. Для перехода на противоположную сторону станции, а также к платформе 4 пути, имеется пешеходный путепровод. Путевое развитие состоит из путей приёмо-отправочного и сортировочного парков, всего более 18 путей, вытяжных, соединительных и др. Также по Егоршинскому направлению расположен Северный парк станции, состоящий из четырёх путей. К станции примыкают пути необщего пользования Богдановичского огнеупорного завода с веткой к Троицко-Байновскому месторождению огнеупорных глин, Богдановичского шпалопропиточного завода, Богдановичского мясокомбината и других предприятий.

## Пассажирское движение
Станция принимает электропоезда, следующие из Екатеринбурга в направлении Тюмени до станций Камышлов и Ощепково, также являясь конечной для 3 пар электропоездов из Екатеринбурга. На Каменск-Уральский следуют 2 пары электропоездов: один из Екатеринбурга, второй из Егоршино. В направлении Егоршино следует 1 пара электропоездов сообщением Каменск-Уральский — Егоршино и 2 пары электропоездов Богданович — Рефтинская — Егоршино.
В дальнем сообщении по состоянию на декабрь 2018 года на станции имеют остановку поезда дальнего следования:

### Круглогодичное движение поездов
| № поезда    | Маршрут движения             | № поезда    | Маршрут движения             |
| ----------- | ---------------------------- | ----------- | ---------------------------- |
| 11 «Ямал»   | -                            | 12 «Ямал»   | Москва — Новый Уренгой       |
| 59 «Тюмень» | Нижневартовск — Москва       | 60 «Тюмень» | Москва — Нижневартовск       |
| 67          | Абакан — Москва              | 68          | Москва — Абакан              |
| 69          | Чита — Москва                | 70          | Москва — Чита                |
| 87          | Нижневартовск — Самара       | 88          | Самара — Нижневартовск       |
| 101         | Нижневартовск — Пенза        | 102         | Пенза — Нижневартовск        |
| 117         | -                            | 118         | Москва — Новокузнецк         |
| 139         | Барнаул — Адлер              | 140         | Адлер — Барнаул              |
| 309         | Новый Уренгой — Екатеринбург | 310         | Екатеринбург — Новый Уренгой |
| 331         | -                            | 332         | Уфа — Новый Уренгой          |
| 341         | Нижневартовск — Оренбург     | 342         | Оренбург — Нижневартовск     |
| 345         | -                            | 346         | Адлер — Нижневартовск        |
| 373         | Тюмень — Махачкала           | 374         | Махачкала — Тюмень           |
| 377         | Новый Уренгой — Казань       | 378         | Казань — Новый Уренгой       |
| 379         | Новый Уренгой — Оренбург     | 380         | Оренбург — Новый Уренгой     |

### Сезонное движение поездов
| № поезда | Маршрут движения | № поезда | Маршрут движения |
| -------- | ---------------- | -------- | ---------------- |